# رسم الخرائط الإحصائية
يُعَدُ رَسْمُ الخَرائِطِ الِإحصائِيَة (SPM) أسلوبًا إحصائيًا لِفَحصِ الإِخْتِلافاتِ في نَشاطِ الدِماغِ المُسَجَلَةِ أَثناءِ تَجْارُبِ التَصْويرِ العَصَبِيِ الوَظيفِي. تمَ إِنشاؤُهُ بِواسِطَةِ كارل فريستون Karl Friston. قَدْ يُشيرُ بَدَلاً مِنْ ذلِكَ إلى البَرامجِ التي أنشَأَها قِسمُ ويلكوم لِعلمِ الأعصابِ في كُلِيَةِ لَنْدُنْ الجامِعِيَة لإجراءِ مِثْلِ هذه التحليلات.

## مقاربة

### وحدة قياس
الِتَصوير العَصَبي الوَظيفي هُوَ أَحد أَنواعِ «مَسحِ الدِماغ»، يَتَضمنُ قِياسَ نَشْاط ِالدِماغ. تَعْتمد تِقَنيةُ القِياس عَلى تِقنيةِ التصْويرِ (مثل: التَصْويرُ بالرَنينِ المِغناطِيسِي الوَظْيفيِ (fMRI) وَالتَصْويرُ المَقْطَعِيُ بالإصدارِ البوزيتروني (PET)). يُنتجُ الماسِحُ «خريطة» للمَنطِقةِ التي يَتمُ تَمثيلها على شَكْل وِحداتِ فُوكسِل. يُمَثِل كل فُوكسِل نَشاطَ حَجمٍ مُعيْن في الفَضاءِ ثُلاثيِّ الأَبعادِ. يَخْتَلفُ الحَجْم الدَقيق للفُوكسِل اعتِماداً على التِكنُولوجيا. تُمثِل وِحداتُ الفُوكسِل في التَصوير بالرَنينِ المِغناطِيسي الوَظيفِيِّ عادةً حجماً يَبلغُ 27 مم3 في مُكَعبْ مُتَساوي الأضْلاع.

### تصميم تجريبي
َيفْحَص البَاحِثونَ نَشاطَ الدِماغ المُرتَبِط بِعَملِيةٍ أو عَمِلياتٍ عَقْليةٍ مُعَينَةٍ. تتضْمَنُ إحدى المُقارباتِ السؤالَ «أيُ مناطِقِ الدِماغ تكونُ أكثرَ نشاطاً بِشكلٍ ملحوظ عِندَ القيام بالمهمة أ مقارنة بالمهمة ب؟». على الرُغْمِ مِن أن المَهامَ قَد تَكون مُصَمَمَةً لتكونَ مُتطابقةً، بِاستِثناء السُلوك قَيد التَحقيقِ، لا يَزال مِن المُرَجحِ أن يُظْهِرَ الدِماغُ تغييراتٍ في النشاطِ بَيْن المَهامِ بِسَببِ عَواملٍ أخرى غَيْر إختِلافاتِ المَهامِ (حيثُ يُنَسقُ الدِماغُ العَديد مِنَ الوَظائِفِ المتوازِيَةِ التي لا عَلاقة لَها بالمَهَمَةِ). عَلاوَةً عَلى ذلك، قَد تَحْتوي الِإشارَةُ عَلى ضَوْضاءٍ مِن عَمْلِيَةِ التَصْويرِ نَفْسِها.
لِتصفيةِ هذه التَأثيراتِ العَشْوائية، وَتسليطِ الضَوءِ على مَجالاتِ النشاطِ المرتبطة تحديداً بالعمَلية قيد التحقيق، تَبحثُ الإحصائيات عَنْ أَهم الاختلافات. يَتضمنُ ذلك عملية متَعددًةَ المَراحلْ لإعدادِ البَياناتِ وتحليلها باستخدام نَموذج خَطي عام.

### معالجة مسبقة للصور
قد تتم معالجة الصور من الماسح الضوئي مسبقًا لإزالة الضوضاء أو تصحيح أخطاء أخذ العينات.
عادة ما تقوم الدراسة بمسح موضوع ما عدة مرات. لحساب حركة الرأس بين عمليات المسح، يتم عادةً ضبط الصور بحيث تتوافق وحدات الفوكسل في كل صورة (تقريبًا) مع نفس الموقع في الدماغ. يشار إلى هذا باسم إعادة المحاذاة أو تصحيح الحركة.
عادة ما تتضمن دراسات التصوير العصبي الوظيفية عدة مشاركين، كل منهم لديه أدمغة مختلفة الشكل. من المحتمل أن يكون لديهم نفس التشريح الإجمالي، مما يوفر الاختلافات الطفيفة في الحجم الكلي للدماغ، والاختلاف الفردي في تضاريس التلافيف والتلم في القشرة الدماغية، والاختلافات المورفولوجية في الهياكل العميقة مثل: الجسم الثفني. للمساعدة في إجراء المقارنات، يتم تحويل الصورة ثلاثية الأبعاد لكل دماغ بحيث تصطف الهياكل السطحية عبر التطبيع المكاني. عادةً ما يتضمن هذا التطبيع الترجمة والتناوب والقياس والتشويه غير الخطي لسطح الدماغ لمطابقة قالب قياسي. تسمح خرائط الدماغ القياسية مثل: (مساحة تاليراش Talairach space أو القوالب من معهد مونتريال للأعصاب (MNI)) للباحثين من جميع أنحاء العالم بمقارنة نتائجهم.
يمكن تنعيم الصور لجعل البيانات أقل ضوضاء (على غرار تأثير «التمويه» المستخدم في بعض برامج تحرير الصور) التي يتم من خلالها حساب متوسط وحدات البكسل مع جيرانها، عادةً باستخدام مرشح غاوسي Gaussian أو عن طريق التحويل المويجي.

### مقارنة إحصائية
يتم افتراض النماذج الإحصائية البارامترية في كل فوكسل، باستخدام النموذج الخطي العام لوصف تباين البيانات من حيث التأثيرات التجريبية والمربكة مع التباين المتبقي. يتم تقييم الفرضيات المعبر عنها من حيث معلمات النموذج في كل فوكسل بإحصاءات أحادية المتغير.
قد تفحص التحليلات الاختلافات بمرور الوقت (أي الارتباطات بين متغير المهمة ونشاط الدماغ في منطقة معينة) باستخدام نماذج الالتفاف الخطية لكيفية حدوث الإشارة المقاسة عن طريق التغيرات الأساسية في النشاط العصبي.
نظرًا لإجراء العديد من الاختبارات الإحصائية، يجب إجراء تعديلات للتحكم في أخطاء النوع الأول (الإيجابيات الخاطئة) التي يحتمل أن تكون ناتجة عن مقارنة مستويات النشاط على العديد من وحدات الفوكسل. قد ينتج عن خطأ من النوع الأول تقييم خاطئ لنشاط الدماغ في الخلفية فيما يتعلق بالمهمة. يتم إجراء التعديلات بناءً على عدد إعادة الإنتاج في الصورة ونظرية الحقول العشوائية المستمرة من أجل تعيين معيار جديد للدلالة الإحصائية يتكيف مع مشكلة المقارنات المتعددة.

### تمثيلات رسومية

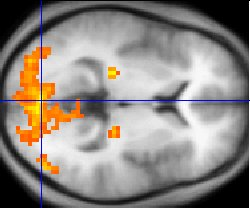
مناطق النشاط في الدماغ تظهر على شكل بقعة من اللون في تصوير الرنين المغناطيسي.

يمكن تمثيل الاختلافات في نشاط الدماغ المقاس بطرق مختلفة.
يمكن تقديمها كجدول، مع عرض الإحداثيات التي توضح أهم الاختلافات في النشاط بين المهام. بدلاً من ذلك يمكن إظهار الاختلافات في نشاط الدماغ على شكل بقع ملونة على «شريحة» في الدماغ، حيث تمثل الألوان موقع وحدات الفوكسل مع وجود فروق ذات دلالة إحصائية بين الحالات. يتم تعيين تدرج اللون إلى قيم إحصائية، مثل قيم t أو درجات z. يؤدي ذلك إلى إنشاء خريطة بديهية وجذابة بصريًا للقوة الإحصائية النسبية لمنطقة معينة.
يمكن تمثيل الاختلافات في النشاط على أنها «دماغ زجاجي»، وهو تمثيل لثلاث رؤى تفصيلية للدماغ كما لو كان شفافًا، تظهر فقط بقع التنشيط كمناطق تظليل. هذا مفيد كوسيلة لتلخيص المساحة الإجمالية لتغيير كبير في مقارنة إحصائية معينة.

## برمجيات
SPM هو برنامج مكتوب من قبل قسم ويلكوم Wellcome للتصوير العصبي في كلية لندن الجامعية للمساعدة في تحليل بيانات التصوير العصبي الوظيفية. تمت كتابته باستخدام ماتلاب MATLAB ويتم توزيعه كبرنامج مجاني.

## روابط خارجية
- دليل الرنين المغناطيسي الوظيفي لكريس روردن.
- مقدمة في التصوير بالرنين المغناطيسي الوظيفي: التصميم التجريبي وتحليل البيانات.
- Cambridge Imagers - معلومات التصوير العصبي والبرامج التعليمية.
- Buttons in SPM5 PowerPoint presentation from the SPM for dummies course.
- ISAS (Ictal-Interictal SPECT Analysis by SPM) - Yale University.
- AutoSPM: Automated SPM for Surgical Planning.